# Schinteiești
Schinteiești – wieś w Rumunii, w okręgu Mehedinți, w gminie Izvoru Bârzii. W 2011 roku liczyła 455 mieszkańców.